# Бразилия (филм, 1985)
Вижте пояснителната страница за други значения на Бразилия.
„Бразилия“ e филм с режисьор Тери Гилиъм, вдъхновен от романа на Оруел „1984“ и реализиран през 1985 г.

## Сюжет
Дребният скромен бюрократ Сам Лаури (Джонатан Прайс) от високопоставено семейство се опитва да коригира печатна грешка, породена от инцидент с насекомо. Грешката обаче довежда до сериозни последствия – вместо опасен според властите терорист е убит съвсем друг човек, а Сам в желанието си да открие момичето от своите сънища Джил Лейтън (Ким Грейст) става враг на държавата.
Постепенно филмът разкрива едно на пръв поглед фантастично, но ужасяващо общество. Общество на тотален контрол, където Министерството на Информацията е всесилно, а хората са се превърнали в безчувствени животни, реагиращи само на плътски удоволствия и вманиачени на тема „пластична хирургия“.
Градът е смазващо грамаден, сив, без слънце и дървета. Пътищата са плътно отделени от лунния пейзаж наоколо с редица лъскави реклами. Зрителят непрекъснато се пита – това откъде ми е познато? И действително, във филма са вплетени много неща от съвремието, като е подчертано вледеняващо как безпрепятствено съжителстват лицемерието, безчувствеността, охолството, фалшът и бруталността. Най-честата реклама е на щастието, но в този нещастлив свят децата са изгубили детството си, възрастните – душите си. Над всичко е бюрокрацията и правилата.
Има и шум в системата – т.нар. „терористи“, които взривяват бомби на обществени места с отчаяна надежда да събудят някого от безумния сън.
Сам открива любимата от своите сънища, но успява да прекара само един ден с нея. След това идва трагичният край за двама души, осмелили се да плюят на реда и правилата заради чувствата си. Бюрократичната машина ги смазва бързо и безмилостно.
Сам обаче не спира да мечтае до самия край.
Заглавието „Бразилия“ на пръв поглед няма нищо общо с едноименната страна. Ето какво обяснява режисьорът Тери Гилиъм: „Веднъж в Порт Талбот, сив и студен град, на също толкова сив плаж видях момче, което си пускаше от портативно радио жива латинска музика. Тя му помагаше да се пренесе някъде далеч и правеше светът му по-малко сив“.
Работни заглавия на филма са били „Бразилия“, „Министерството“, „Как се научих да живея със Системата“, и „1984 1/2“.

## Участват
- Боб Хоскинс
- Питър Воган
- Джим Броудбент
- Йън Ричардсън
- Майкъл Пейлин
- Едуард Евърет Хортън
- Питър Вон
- Джак Марта
- Арнън Милкън
- Робърт Де Ниро
- Иън Холм
- Катрин Хелмънд
- Джонатан Прайс
- Ким Грейст